# Los Angeles Sparks 2010
La stagione 2010 delle Los Angeles Sparks fu la 14ª nella WNBA per la franchigia.
Le Los Angeles Sparks arrivarono quarte nella Western Conference con un record di 13-21. Nei play-off persero la semifinale di conference con le Seattle Storm (2-0).

## Roster
| N° | Naz.                    | Ruolo | Sportivo          | Anno | Alt. | Peso |
| -- | ----------------------- | ----- | ----------------- | ---- | ---- | ---- |
| 3  | Stati Uniti (bandiera)  | AC    | Candace Parker    | 1986 | 193  | 79   |
| 7  | Stati Uniti (bandiera)  | G     | Kristi Toliver    | 1987 | 170  | 59   |
| 8  | Stati Uniti (bandiera)  | C     | DeLisha Milton    | 1974 | 185  | 75   |
| 10 | Stati Uniti (bandiera)  | G     | Andrea Riley      | 1988 | 165  | 62   |
| 14 | Stati Uniti (bandiera)  | A     | Lindsay Wisdom    | 1986 | 188  | 84   |
| 15 | RD del Congo (bandiera) | A     | Chanel Mokango    | 1988 | 196  | 96   |
| 21 | Portogallo (bandiera)   | G     | Ticha Penicheiro  | 1974 | 180  | 66   |
| 22 | Stati Uniti (bandiera)  | G     | Betty Lennox      | 1976 | 173  | 65   |
| 24 | Stati Uniti (bandiera)  | G     | Marie Ferdinand   | 1978 | 175  | 69   |
| 32 | Stati Uniti (bandiera)  | A     | Tina Thompson     | 1975 | 188  | 81   |
| 44 | Stati Uniti (bandiera)  | A     | Tiffany Stansbury | 1983 | 191  | 83   |
| 45 | Stati Uniti (bandiera)  | G     | Noelle Quinn      | 1985 | 183  | 79   |

## Staff tecnico
- Allenatore: Jennifer Gillom
- Vice-allenatore: Steve Smith
- Preparatore atletico: Courtney Watson
- Preparatore fisico: Bruce Deziel